# Alexandre Goyette
Pour les articles homonymes, voir Goyette.
Alexandre Goyette, né le 11 avril 1979, est un acteur et scénariste canadien.

## Biographie
Il entreprend ses études collégiales en cinéma au Collège André-Grasset et obtient son diplôme en 1999. Il fait ensuite des études en interprétation à l'École de Théâtre du Cégep de St-Hyacinthe de 1999 à 2002. 

## Filmographie

### Cinéma
- 2007 : Nitro d'Alain DesRochers : Colosse
- 2008 : Le Déserteur de Simon Lavoie : constable Roger Lizotte
- 2009 : La Nuit finira (court métrage) de François Fournier : Stéphane, le fils boxeur
- 2010 : Les Sept Jours du talion de Podz : Boisvert
- 2010 : La Dernière Fugue de Léa Pool : le père (en 1968)
- 2010 : Deux fois une femme de François Delisle : le professeur de français
- 2011 : La Peur de l'eau de Gabriel Pelletier : McCann
- 2011 : Le Sens de l'humour d'Émile Gaudreault : Carl
- 2011 : De l'autre côté (court métrage) de Robin Veret : sergent Corentin Michelet
- 2012 : Kvistur : Jòn Fridbjörnsson
- 2012 : Laurence Anyways de Xavier Dolan : Marco de Bellefeuille
- 2014 : Mommy de Xavier Dolan : Patrick
- 2014 : Antoine et Marie de Jimmy Larouche : enquêteur Éric Gauthier
- 2014 : Qu'est-ce qu'on fait ici ? de Julie Hivon : sergent Cadorette
- 2015 : Enragés d'Éric Hannezo : policier accident
- 2015 : King Dave de Podz : Dave
- 2016 : Nitro Rush d'Alain DesRochers : Colosse
- 2018 : Les Scènes fortuites de Guillaume Lambert : Réal
- 2021 : Le Guide de la famille parfaite de Ricardo Trogi : Stéphane Dubois
- 2022 : Les Tricheurs de Louis Godbout : Michel
- 2022 : Norbourg de Maxime Giroux : Julien Giguère
- 2023 : Dis-moi pourquoi ces choses sont si belles de Lyne Charlebois : frère Marie-Victorin

### Télévision
- 2005-2009 : La Promesse : Alain Marion
- 2006-2008 : C.A. : Martin Poirier
- 2011 à 2015 : 19-2 : Inspecteur Dandenneau, SQ
- 2014-2015 : La Théorie du K.O. de Stéphane Lapointe : Christian Boisvert (Sugar Chris) (13 épisodes)
- 2016 : Feux : Marc Lemaire[1]
- 2016-2017 : District 31 : Kevin Nadeau, agent du SCRS (25 épisodes)
- 2017 : Le Siège : Alexis Godin
- 2018 : Faits divers (série télévisée) : Jimmy O'Connor